# Astralis
Astralis je dánská esportová organizace, známá především svým Counter-Strike 2 týmem.

## Úspěchy
Ve videohře Counter-Strike: Global Offensive tým vyhrál major šampionáty ELEAGUE Major Atlanta 2017, FACEIT Major London 2018, Intel Extreme Masters Katowice Major 2019 a StarLadder Berlin Major 2019.

## Soupisky

### 2018 - 2019[4]
| Národnost | Přezdívka | Jméno                    |
| --------- | --------- | ------------------------ |
| Dánsko    | dev1ce    | Nicolai Reedtz           |
| Dánsko    | Xyp9x     | Andreas Højsleth         |
| Dánsko    | dupreeh   | Peter Rothmann Rasmussen |
| Dánsko    | Magisk    | Emil Reif                |
| Dánsko    | gla1ve    | Lukas Egholm Rossander   |

### Aktuální soupiska[5]
| Národnost | Přezdívka | Jméno          |
| --------- | --------- | -------------- |
| Dánsko    | dev1ce    | Nicolai Reedtz |
| Dánsko    | Jabbi     | Jakob Nygaard  |
| Dánsko    | Stavn     | Stavn Lund     |
| Dánsko    | Hooxi     | Rasmus Nielsen |
| Dánsko    | Staehr    | Victor Staehr  |

## Finálové zápasy na major šampionátech
| Datum          | Šampionát                                | Soupeř        | Výsledek | Finanční odměna |
| -------------- | ---------------------------------------- | ------------- | -------- | --------------- |
| 29. ledna 2017 | ELEAGUE Major Atlanta 2017               | Virtus.pro    | 2 - 1    | 500 000 USD     |
| 23. září 2018  | FACEIT Major Londýn 2018                 | Natus Vincere | 2 - 0    | 500 000 USD     |
| 3. března 2019 | Intel Extreme Masters XIII Katowice 2019 | ENCE          | 2 - 0    | 500 000 USD     |
| 8. září 2019   | StarLadder Berlín 2019                   | AVANGAR       | 2 - 0    | 500 000 USD     |

Z celkem 223 turnajů Astralis vyhrálo 10,8 milionů USD, což je umisťuje na 25. pozici nejvýdělečnějších esportových organizací celosvětově.